# Srbe na vrbe
Bojni grom je pesem slovenskega politika dr. Marka Natlačena, po kateri je bil kasneje povzet slogan srbe na vrbe. Objavljena je bila 27. julija 1914 v ljubljanskem časopisu Slovenec, dan preden je Avstro-Ogrska objavila vojno napoved Kraljevini Srbiji. Ustaši so ta slogan zelo radi uporabljali kot geslo v gonji proti Srbom. Slogan se ponovno pojavil v javnosti v času razpada SFRJ.

## Bojni grom
Krvava pesem do nebes upije;
Kri Ferdinandova je vmes, Zofije.
Zvali ste nas dolgo dni na klanje...
Iz dolge vstali smo noči in spanja.
S kanoni vas pozdravimo, vi Srbi;
dom hladen vam postavimo ob vrbi...
V imenu Božjem pride k vam armada
pogledat, kaj se sveti tam z Belgráda
Očistimo vam sveti križ od prâha,
za nas je bojni grom in piš brez stráha.
Nožnicam meč izderemo bliskávi,
da préstol vam operemo krvavi.
Z zeleno vas odenemo odejo:
na veke vam zaklenemo vso mejo.
Pravično stare plačamo dolgove;
zmagalci spet se vračamo v domove.